# Крістіан Томас
Крістіан Томас  (англ. Kristian Thomas, 14 лютого 1989) — британський гімнаст, олімпійський медаліст, чемпіон Європи.

## Виступи на Олімпіадах
| Олімпіада   | Дисципліна        | Місце   |
| ----------- | ----------------- | ------- |
| Лондон 2012 | абсолютний залік  | 7       |
| Лондон 2012 | командна першість | 3       |
| Лондон 2012 | вільні вправи     | 11 r1/2 |
| Лондон 2012 | опорний стрибок   | 8       |
| Лондон 2012 | паралельні бруси  | 37 r1/2 |
| Лондон 2012 | перекладина       | 9 r1/2  |
| Лондон 2012 | кільця            | 35 r1/2 |
| Лондон 2012 | кінь              | 25 r1/2 |